# Paraphlebs singularis
Paraphlebs singularis är en fjärilsart som beskrevs av Aurivillius 1921. Paraphlebs singularis ingår i släktet Paraphlebs och familjen tandspinnare. Inga underarter finns listade i Catalogue of Life.